# Lilholm
Lilholm (dansk) eller Lütjenholm (tysk) er en landsby og kommune i det nordlige Tyskland under Kreis Nordfriesland i delstaten Slesvig-Holsten. Byen ligger cirka 30 kilometer syd for den dansk-tyske grænse og 7 kilometer sydøst for Bredsted i Sydslesvig. Til kommunen hører også Møgelbjerg (Megelberg, også Mögelberg) og udflytterbyen Vindert (Windert). Byen ligger i skovrigt område i den sydslesvigske midtslette. Nordøst for byen ligger en cirka 17 hektar store naturområde med lyngklitterne.
Kommunen samarbejder på administrativt plan med andre kommuner i Midterste Nordfrisland kommunefællesskab (Amt Mittleres Nordfriesland). Landsbyen hører under Breklum Sogn, i den danske periode tilhørende Nørre Gøs Herred.
Lilholm er første gang nævnt 1462. Navnet er sammensat af lille (nordfrisk läitj, nedertysk lütt) og -holm. På ældre dansk findes også formen Lytjenholm. Møgelbjerg er første gang nævnt 1804 hos du Plat, afledt af dansk møgel (≈stor). Vindert er første gang nævnt 1490. Første led henføres til enten dan. Vin for græsareal eller vinde for blæse. Efterleddet er svært at tolke

## Lilholm Hedeklitter
Lilholm Hedeklitter (Lütjenholmer Heidedünen) er navnet på et fredet område nordøst for byen med indlandsklitter, dannet af fygesand. Området er på cirka 17 hektar. Landskabet er varierende med lyngheder, hedemoser og klitlavninger. Klitten er levested for mange fugle- og dyrearter såsom sandspringere, ualmyrer og markfirben. Lyngklitterne ved Lilholm er nu en af de tilbagestående rester af det tidligere udstrakte hedelandskab med lyng, skove, klitter og mose i det slesvigske/sønderjyske midtslette. Hedeklitterne fortsætter mod øst som Halverstang Hede i Goldelund (Joldelund Sogn). Et andet klitområde nord for Lilholm er Sønder Løgum Klit.